# Akzente in den skandinavischen Sprachen
Die meisten norwegischen und schwedischen Dialekte (und Standardsprachen) sowie einige dänische Dialekte haben zwei unterschiedliche Tonhöhenverläufe.
Diese werden auch Akzent 1 und Akzent 2 genannt.
Diese beiden Akzente verursachen einen Bedeutungsunterschied beim betroffenen Wort.
Akzent 1 und Akzent 2 kommen in der Regel nur bei mehrsilbigen Wörtern vor.
Beispiel aus dem Norwegischen:
- lusen – mit Akzent 1: „die Laus“
- lusen – mit Akzent 2: „erbärmlich“[1]

Weil diese beiden Akzente Phonemstatus haben, werden sie auch Toneme genannt (Tonem 1 und Tonem 2).
In sprachwissenschaftlichen norwegischen Texten werden die beiden Akzente durch Akut ´ und Gravis ` angegeben.
In normalen Texten werden die beiden Akzente nicht wiedergegeben.
Im Reichsdänischen gibt es den Stoßton (stød), der dem Akzent 1 entspricht. Nur in einigen Dialekten im südlichen Dänemark hat sich der tonale Akzent erhalten.

## Regionale Verbreitung
Akzent 1 und Akzent 2 kommen im größten Teil des norwegischen und des schwedischen Sprachgebietes vor. Außerdem gibt es ein kleines Gebiet im Süden von Dänemark, in dem beide Akzente vorkommen: der größte Teil der Insel Fünen und ein kleineres Gebiet südöstlich von Aabenraa.
In einigen Teilen des norwegischen, schwedischen und dänischen Sprachgebiets gibt es nur einen Akzent, der gewöhnlich der Akzent 1 ist:
- in Westnorwegen: ein schmales Gebiet um Bergen, vom Hardangerfjord im Süden bis zum Fensfjord im Norden (an der Grenze zu Sogn og Fjordane), aber ohne die Stadt Bergen selbst, sowie in Teilen von Nordtroms und Finnmark;
- im schwedischen Sprachgebiet: Teile von Uppland, das Schwedische von Finnland und von Estland;
- in Dänemark: die Inseln Bornholm, Lolland, Langeland, Møn und die Südspitze von Seeland (bis Næstved). Das Angeldänische in Angeln und Schwansen besaß jedoch den tonalen Akzent.
- Island und die Färöer haben ebenfalls nur einen Akzent.[1]

Im größten Teil des dänischen Sprachgebietes ist der Akzent 1 glottalisiert worden, also zu einem glottalen Stoßton (stød) geworden. Dies betrifft alle dänischen Gebiete, die oben nicht genannt wurden, also den größten Teil von Jütland und den größten Teil der Insel Seeland.
Das Fehlen des Akzents 2 in Nordnorwegen, Finnland und Estland wird als Adstratwirkung des benachbarten Finno-Ugrischen gedeutet.

## Realisierung
Die genaue Realisierung der beiden Akzente (Akzent 1 und Akzent 2) ist von Gegend zu Gegend unterschiedlich.
Sie ist vor allem von der Standard-Tonhöhe der betonten Silbe abhängig.
- In Ostnorwegen, Trøndelag und Westschweden hat die betonte Silbe einen tiefen Ton, während unbetonte Silben einen hohen Ton haben (ähnlich wie im Süddeutschen).
- In Westnorwegen, Nordnorwegen, Zentralschweden, Nordschweden, Jütland, Gotland und Südschweden ist die betonte Silbe hoch, während unbetonte Silben einen tiefen Ton haben (ähnlich wie im Norddeutschen oder im Englischen und ähnlich wie in den skandinavischen Gegenden, wo es keinen Gegensatz zwischen zwei Akzenten gibt).[1]

### Bergen und Oslo
Beispiel:
- In Bergen (Westnorwegen) hat die betonte Silbe einen hohen Ton.
  - Ein zweisilbiges Wort mit Betonung auf der ersten Silbe hat bei Akzent 1 erst einen hohen Ton, dann einen tiefen.
  - Bei Akzent 2 hat das Wort erst einen steigenden Ton, dann einen tiefen.

- In Oslo (Ostnorwegen) hat die betonte Silbe einen tiefen Ton.
  - Ein zweisilbiges Wort mit Betonung auf der ersten Silbe hat bei Akzent 1 erst einen tiefen Ton, dann einen hohen.
  - Bei Akzent 2 hat das Wort erst einen fallenden Ton, dann einen hohen.

Akzent 1 in Bergen wird also ähnlich realisiert wie Akzent 2 in Oslo.

### Zentralschweden
Das erste Wort ist die bestimmte Form von and („Ente“) und hat Akzent 1.
Das zweite Wort ist die bestimmte Form von ande („Geist“) und hat Akzent 2.
- anden [ándɛn] (Akzent 1) – „die Ente“
- anden [àndɛn] (Akzent 2) – „der Geist“

## Sprachgeschichtlicher Hintergrund
Wörter, die im Gemeinskandinavischen einsilbig waren, haben heute Akzent 1.
Wörter, die im Gemeinskandinavischen mehrsilbig waren, haben heute Akzent 2.
Beispiele:
- altnordisch kastit (kast-it „der Wurf“) > modernes Norwegisch ka´stet [kastə] mit Akzent 1
  - Anmerkung: das -it ist ein angehängter bestimmter Artikel, der nicht zum eigentlichen Wort gehört, das eigentliche Wort kast ist also einsilbig
  - Anmerkung: das t am Ende des modernen Wortes ist stumm
- altnordisch kasta („werfen“) > ka`ste [kastə] mit Akzent 2

In einigen Fällen haben Wörter, die heute mehrsilbig sind, Akzent 1, weil sie in der altnordischen Zeit noch einsilbig waren.
Beispiele:
- altnordisch sólin (sól-in „die Sonne“) > norwegisch so´len, mit Akzent 1; das -in ist ein angehängter bestimmter Artikel, der nicht zum eigentlichen Wort gehört; sól („Sonne“) ist also einsilbig
- altnordisch vatn („Wasser“) > schwedisch va´tten, mit Akzent 1; hier wurde in jüngerer Zeit zwischen t und n ein e eingeschoben, während das altnordische Wort vatn einsilbig war
- altnordisch bítr („er/sie/es beißt“) > Norwegisch (Bokmål) bi´ter, mit Akzent 1

### Stød
Der Stød (Stoßton) im Dänischen ist ungefähr so über die Wörter verteilt wie Akzent 1 im Norwegischen und Schwedischen.
|             | Akzent 1 oder stød | Akzent 2       |
| Bedeutung   | „Bauern“           | „Bohnen“       |
| Altnordisch | bœndr              | baunir         |
| Dänisch     | bønder [bønʔəʀ]    | bønner [bønəʀ] |
| Norwegisch  | bø´nder            | bø`nner        |
| Schwedisch  | bö´nder            | bö`nor         |